# Список княгинь и королев Чехии

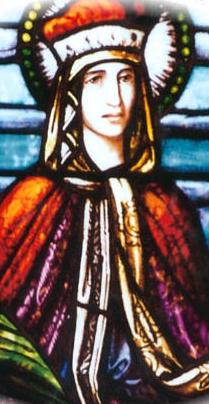
Святая Людмила, первая чешская княгиня, супруга князя Борживоя I; прародительница чешских правителей и некоторых их жён.

Ниже представлен список княгинь и королев Чехии (Богемии). Первой княгиней является святая Людмила, королевой — Светослава Польская. Некоторые из них (как и их мужья) не были коронованы.
В истории Чехии была только одна царствующая королева — Мария Терезия. Тем не менее, некоторые королевы-супруги в значительной степени повлияли на историческое развитие страны, правили в качестве регентов своих несовершеннолетних сыновей и имели большое влияние на своих венценосных супругов.
Титул королевы Чехии использовался до 1918 года, когда был свергнут супруг последней королевы.

## Пржемысловичи

### Княгини Чехии
- 874—888/891: Людмила Чешская (Святая Людмила), супруга Борживоя I, убита 15 сентября 921 года в замке Тетина.
- 906—921: Драгомира, супруга Вратислава I, ум. после 935 года.
- 935—972: Биагота, супруга Болеслава I.
- ?—999: Эмма Чешская, супруга Болеслава I, ум. в 1005/1006 году.
- ?—?: Божена Кршесинова, вторая морганатическая супруга Ольдржиха.
- 1034—1055: Юдит фон Швейнфурт (из рода Луитпольдингов), супруга Бржетислава I, ум. в 1058 году.
- 1055—1061: Ида фон Веттин, супруга Спытигнева II, ум. после 1061 года.
- 1061—1062: Аделаида Венгерская, первая супруга Вратислава II, ум. в 1062 году.

| Изображение | Имя                 | Отец                    | Рождение  | Брак                                   | Стала княгиней                         | Перестала быть королевой | Смерть          | Супруг       | Прим. |
| ----------- | ------------------- | ----------------------- | --------- | -------------------------------------- | -------------------------------------- | ------------------------ | --------------- | ------------ | ----- |
|             | Светослава Польская | Казимир I, князь Польши | 1046/1048 | 1062 с 1085 года первая королева Чехии | 1062 с 1085 года первая королева Чехии | 14 января 1092           | 1 сентября 1126 | Вратислав II | [ 1 ] |

- 1092: Вирпирка (Хильдбурга), супруга Конрада I Брненского.
- 1094—1100: Лукарта Богенская, супруга Бржетислава II.
- 1100—1007: Герберга фон Бабенберг, супруга Борживоя II, ум. в 1142 году.
- 1111—1117: Рикса фон Берг, супруга Владислав I, ум. в 1125 году.
- 1117—1120: Герберга фон Бабенберг, супруга Борживоя II, ум. в 1142 году.
- 1120—1125: Рикса фон Берг, супруга Владислав I, ум. в 1125 году.
- 1125—1140: Адлета Венгерская, супруга Собеслав I, ум. в 1140 году.
- 1140—1150: Гертруда фон Бабенберг, первая супруга Владислава II, ум. в 1150 году.

| Изображение | Имя             | Отец                        | Рождение   | Брак                                   | Стала княгиней                         | Перестала быть королевой | Смерть     | Супруг       | Прим. |
| ----------- | --------------- | --------------------------- | ---------- | -------------------------------------- | -------------------------------------- | ------------------------ | ---------- | ------------ | ----- |
|             | Ютта Тюрингская | Людвиг I, ландграф Тюрингии | после 1135 | 1153 с 1158 года вторая королева Чехии | 1153 с 1158 года вторая королева Чехии | 1172                     | после 1174 | Владислав II | [ 2 ] |

- 1172—1173: Елизавета Венгерская, супруга Фридриха I, ум. после 1189 года.
- 1173/7—1178: Эльжбета Польская, супруга Собеслава II, ум. в 1209 году.
- 1178—1189: Елизавета Венгерская, супруга Фридриха I, ум. после 1189 года.
- 1189—1191: Гейлика фон Виттельсбах, супруга Конрада II Оты, ум. после 1198 года.

### Королевы Чехии
| Изображение | Имя                     | Отец                               | Рождение        | Брак            | Стала королевой | Перестала быть королевой | Смерть           | Супруг             | Прим.  |
| ----------- | ----------------------- | ---------------------------------- | --------------- | --------------- | --------------- | ------------------------ | ---------------- | ------------------ | ------ |
|             | Адельгейда Мейсенская   | Оттон II, маркграф Мейсена         | 1160+           | 1178            | 1198            | 1199                     | 2 февраля 1211   | Пржемысл Отакар I  | [ 3 ]  |
|             | Констанция Венгерская   | Бела III, король Венгрии           | 1181            | 1199            | 1199            | 1230                     | 6 декабря 1240   | Пржемысл Отакар I  | [ 4 ]  |
|             | Кунигунда Гогенштауфен  | Филипп Швабский                    | 1200            | 1224            | 1230            | 13 сентября 1248         | 13 сентября 1248 | Вацлав I           | [ 5 ]  |
|             | Маргарита фон Бабенберг | Леопольд VI, герцог Австрии        | 1204            | февраль 1252    | 1253            | 1260 развод              | 29 октября 1266  | Пржемысл Отакар II | [ 6 ]  |
|             | Кунигунда Славонская    | Ростислав Михайлович, бан Славонии | 1245            | 25 октября 1261 | 25 октября 1261 | 1278                     | 9 сентября 1285  | Пржемысл Отакар II | [ 7 ]  |
|             | Юдита Габсбург          | Рудольф I, король Германии         | 13 марта 1271   | 24 января 1285  | 24 января 1285  | 18 июня 1297             | 18 июня 1297     | Вацлав II          | [ 8 ]  |
|             | Эльжбета Рыкса          | Пшемысл II, король Польши          | 1 сентября 1286 | 1300            | 1303            | 1305                     | 18 октября 1335  | Вацлав II          | [ 9 ]  |
|             | Виола Цешинская         | Мешко I, князь Цешинский           | ок. 1290        | 1305            | 1305            | 1306                     | 21 сентября 1317 | Вацлав III         | [ 10 ] |

## Вне династии
| Изображение | Имя               | Отец                      | Рождение        | Брак | Стала королевой | Перестала быть королевой | Смерть          | Супруг    | Прим.         |
| ----------- | ----------------- | ------------------------- | --------------- | ---- | --------------- | ------------------------ | --------------- | --------- | ------------- |
|             | Эльжбета Рыкса    | Пшемысл II, король Польши | 1 сентября 1286 | 1306 | 1306            | 1307                     | 18 октября 1335 | Рудольф I | [ 9 ]         |
|             | Анна Пржемысловна | Вацлав II, король Чехии   | 10 октября 1290 | 1306 | 1306/7          | 1310                     | 3 сентября 1313 | Генрих    | [ 11 ] [ 12 ] |

## Люксембурги
| Изображение | Имя                   | Отец                        | Рождение         | Брак              | Стала королевой   | Перестала быть королевой | Смерть           | Супруг    | Прим.         |
| ----------- | --------------------- | --------------------------- | ---------------- | ----------------- | ----------------- | ------------------------ | ---------------- | --------- | ------------- |
|             | Элишка Пржемысловна   | Вацлав II, король Чехии     | 20 января 1292   | 1 сентября 1310   | 9 декабря 1310    | 28 сентября 1330         | 28 сентября 1330 | Иоганн    | [ 13 ] [ 14 ] |
|             | Беатриса де Бурбон    | Людовик I де Бурбон         | ок. 1315/16      | декабрь 1334      | декабрь 1334      | 26 августа 1346          | 23 декабря 1383  | Иоганн    | [ 15 ]        |
|             | Бланка Валуа          | Карл Валуа                  | 1316             | 15 мая 1323       | 26 августа 1346   | 1 августа 1348           | 1 августа 1348   | Карл I    | [ 16 ]        |
|             | Анна Баварская        | Рудольф II, герцог Баварии  | 26 сентября 1329 | 4 (11) марта 1349 | 4 (11) марта 1349 | 2 февраля 1353           | 2 февраля 1353   | Карл I    | [ 17 ]        |
|             | Анна Свидницкая       | Генрих II, князь Свидницкий | 1339             | 27 мая 1353       | 27 мая 1353       | 11 июля 1362             | 11 июля 1362     | Карл I    | [ 18 ] [ 19 ] |
|             | Елизавета Померанская | Богуслав V, князь Померании | 1347             | 21 мая 1363       | 21 мая 1363       | 29 ноября 1378           | 14 февраля 1393  | Карл I    | [ 20 ]        |
|             | Иоганна Баварская     | Альбрехт, герцог Баварии    | ок. 1356         | 29 сентября 1370  | 10 июня 1376      | 31 декабря 1386          | 31 декабря 1386  | Вацлав IV | [ 21 ]        |
|             | София Баварская       | Иоганн II, герцог Баварии   | 1376             | 2 мая 1389        | 2 мая 1389        | 16 августа 1419          | 26 сентября 1425 | Вацлав IV | [ 22 ]        |
|             | Барбара Цилли         | Герман II, граф Целе        | ок. 1393         | 1408              | 16 августа 1419   | 9 декабря 1437           | 11 июля 1451     | Сигизмунд | [ 23 ]        |

## Вне династии
| Изображение | Имя                      | Отец                                           | Рождение | Брак | Стала королевой             | Перестала быть королевой       | Смерть          | Супруг            | Прим.         |
| ----------- | ------------------------ | ---------------------------------------------- | -------- | ---- | --------------------------- | ------------------------------ | --------------- | ----------------- | ------------- |
|             | Елизавета Люксембургская | Сигизмунд, император Священной Римской империи | 1409     | 1422 | 1438 коронация супруга      | 27 октября 1439 смерть супруга | 25 декабря 1442 | Альберт           | [ 24 ] [ 25 ] |
|             | Йогана из Рожмиталя      | Ян из Рожмиталя                                | ок. 1430 | 1450 | 7 мая 1457 избрание супруга | 22 марта 1471                  | 12 ноября 1475  | Йиржи из Подебрад | [ 26 ]        |

## Ягеллоны
| Изображение | Имя                     | Отец                                                | Рождение         | Брак             | Стала королевой  | Перестала быть королевой                            | Смерть           | Супруг               | Прим.  |
| ----------- | ----------------------- | --------------------------------------------------- | ---------------- | ---------------- | ---------------- | --------------------------------------------------- | ---------------- | -------------------- | ------ |
|             | Барбара Бранденбургская | Альбрехт III, курфюрст Бранденбурга (Гогенцоллерны) | 30 мая 1464      | 20 августа 1476  | 20 августа 1476  | 1491 развод                                         | 4 сентября 1515  | Владислав II Ягеллон | [ 27 ] |
|             | Беатриса Арагонская     | Фердинанд I, король Неаполя (Трастамара)            | 16 ноября 1457   | 4 октября 1490   | 4 октября 1490   | 7 апреля 1500 брак аннулирован папой Александром VI | 23 сентября 1508 | Владислав II Ягеллон | [ 28 ] |
|             | Анна де Фуа             | Гастон II де Фуа, граф Кандаль (Фуа-Грайи)          | 1484             | 29 сентября 1502 | 29 сентября 1502 | 26 июля 1506                                        | 26 июля 1506     | Владислав II Ягеллон | [ 29 ] |
|             | Мария Австрийская       | Филипп I, король Кастилии (Габсбурги)               | 18 сентября 1505 | 13 января 1522   | 13 января 1522   | 29 августа 1526 смерть супруга                      | 18 октября 1558  | Людовик II           | [ 30 ] |

## Габсбурги
| Изображение | Имя             | Отец                                        | Рождение       | Брак             | Стала королевой                            | Перестала быть королевой       | Смерть          | Супруг      | Прим.  |
| ----------- | --------------- | ------------------------------------------- | -------------- | ---------------- | ------------------------------------------ | ------------------------------ | --------------- | ----------- | ------ |
|             | Анна Ягеллонка  | Владислав II, король Чехии                  | 23 июля 1503   | 25 мая 1521      | 1526 избрание супруга                      | 27 января 1547                 | 27 января 1547  | Фердинанд I | [ 31 ] |
|             | Мария Испанская | Карл V, император Священной Римской империи | 21 июня 1528   | 13 сентября 1548 | 25 июля 1564 вступление супруга на престол | 12 октября 1576 смерть супруга | 26 февраля 1603 | Максимилиан | [ 32 ] |
|             | Анна Тирольская | Фердинанд II, эрцгерцог Австрийский         | 4 октября 1585 | 4 декабря 1611   | 4 декабря 1611                             | 14 декабря 1618                | 14 декабря 1618 | Матиаш      | [ 33 ] |

## Виттельсбахи
| Изображение | Имя              | Отец                                        | Рождение        | Брак            | Стала королевой                  | Перестала быть королевой       | Смерть          | Супруг                      | Прим.         |
| ----------- | ---------------- | ------------------------------------------- | --------------- | --------------- | -------------------------------- | ------------------------------ | --------------- | --------------------------- | ------------- |
|             | Елизавета Стюарт | Яков I, король Шотландии, Англии и Ирландии | 19 августа 1596 | 14 февраля 1613 | 26 августа 1619 избрание супруга | 9 ноября 1620 бегство из Чехии | 13 февраля 1662 | Фридрих V, курфюрст Пфальца | [ 34 ] [ 35 ] |

## Габсбурги
| Изображение | Имя                                              | Отец                                             | Рождение                       | Брак            | Стала королевой                              | Перестала быть королевой       | Смерть          | Супруг        | Прим.         |
| ----------- | ------------------------------------------------ | ------------------------------------------------ | ------------------------------ | --------------- | -------------------------------------------- | ------------------------------ | --------------- | ------------- | ------------- |
|             | Элеонора Гонзага                                 | Винченцо I Гонзага                               | 23 сентября (23 февраля?) 1598 | 4 февраля 1622  | 4 февраля 1622                               | 15 февраля 1637 смерть супруга | 27 июня 1655    | Фердинанд II  | [ 36 ]        |
|             | Мария Анна Испанская                             | Филипп III, король Испании                       | 18 августа 1606                | 20 февраля 1631 | 20 февраля 1631                              | 13 мая 1646                    | 13 мая 1646     | Фердинанд III | [ 37 ] [ 38 ] |
|             | Мария Леопольдина Австрийская                    | Леопольд V, эрцгерцог Австрийский                | 6 апреля 1632                  | 2 июля 1648     | 2 июля 1648                                  | 7 августа 1649                 | 7 августа 1649  | Фердинанд III | [ 39 ]        |
|             | Элеонора Гонзага                                 | Карл II Гонзага                                  | 18 ноября 1630                 | 30 апреля 1651  | 30 апреля 1651                               | 2 апреля 1657 смерть супруга   | 6 декабря 1686  | Фердинанд III | [ 40 ]        |
|             | Маргарита Тереза Испанская                       | Филипп IV, король Испании                        | 12 июля 1651                   | 12 декабря 1666 | 12 декабря 1666                              | 12 марта 1673                  | 12 марта 1673   | Леопольд I    | [ 41 ]        |
|             | Клавдия Фелицита Австрийская                     | Фердинанд Карл, эрцгерцог Австрийский            | 30 мая 1653                    | 15 октября 1673 | 15 октября 1673                              | 8 апреля 1676                  | 8 апреля 1676   | Леопольд I    | [ 42 ]        |
|             | Элеонора Нейбургская                             | Филипп Вильгельм, курфюрст Пфальца               | 6 января 1655                  | 14 декабря 1676 | 14 декабря 1676                              | 5 мая 1705 смерть супруга      | 19 января 1720  | Леопольд I    | [ 43 ]        |
|             | Вильгельмина Брауншвейг-Люнебургская             | Иоганн Фридрих, князь Брауншвейг-Каленберга      | 21 апреля 1673                 | 24 февраля 1699 | 5 мая 1705 вступление супруга на престол     | 17 апреля 1711 смерть супруга  | 10 апреля 1742  | Иосиф I       | [ 44 ]        |
|             | Елизавета Кристина Брауншвейг-Вольфенбюттельская | Людвиг Рудольф, герцог Брауншвейг-Вольфенбюттеля | 28 августа (28 сентября?) 1691 | 1 августа 1708  | 17 апреля 1711 вступление супруга на престол | 20 октября 1740 смерть супруга | 21 декабря 1750 | Карл II       | [ 45 ]        |

## Виттельсбахи
| Изображение | Имя                      | Отец                                         | Рождение        | Брак           | Стала королевой          | Перестала быть королевой      | Смерть          | Супруг       | Прим.  |
| ----------- | ------------------------ | -------------------------------------------- | --------------- | -------------- | ------------------------ | ----------------------------- | --------------- | ------------ | ------ |
|             | Мария Амалия Австрийская | Иосиф I, император Священной Римской империи | 22 октября 1701 | 5 октября 1722 | 9 декабря 1741 коронация | 20 января 1745 смерть супруга | 11 декабря 1756 | Карл Альберт | [ 46 ] |

## Габсбурги-Лотарингские
| Изображение | Имя                                | Отец                               | Рождение         | Брак             | Стала королевой                              | Перестала быть королевой         | Смерть           | Супруг        | Прим.  |
| ----------- | ---------------------------------- | ---------------------------------- | ---------------- | ---------------- | -------------------------------------------- | -------------------------------- | ---------------- | ------------- | ------ |
|             | Мария-Луиза Испанская              | Карл III, король Испании           | 24 ноября 1745   | 16 февраля 1764  | 20 февраля 1790                              | 1 марта 1792                     | 15 мая 1792      | Леопольд II   | [ 47 ] |
|             | Мария Тереза Бурбон-Неаполитанская | Фердинанд I, король Обеих Сицилий  | 6 июня 1772      | 15 августа 1790  | 1 марта 1792                                 | 13 апреля 1807                   | 13 апреля 1807   | Франц II      | [ 48 ] |
|             | Мария Людовика Моденская           | Фердинанд, эрцгерцог Австрийский   | 14 декабря 1787  | 6 января 1808    | 6 января 1808                                | 7 апреля 1816                    | 7 апреля 1816    | Франц II      | [ 49 ] |
|             | Каролина Августа Баварская         | Максимилиан I, король Баварии      | 8 февраля 1792   | 29 октября 1816  | 29 октября 1816                              | 2 марта 1835 смерть супруга      | 9 февраля 1873   | Франц II      | [ 50 ] |
|             | Мария Анна Савойская               | Виктор Эммануил I, король Сардинии | 19 сентября 1803 | 12 февраля? 1831 | 2 марта 1835 вступление супруга на престол   | 2 декабря 1848 отречение супруга | 4 мая 1884       | Фердинанд V   | [ 51 ] |
|             | Елизавета Баварская                | Максимилиан, герцог Баварский      | 24 декабря 1837  | 24 апреля 1854   | 24 апреля 1854                               | 10 сентября 1898                 | 10 сентября 1898 | Франц Иосиф I | [ 52 ] |
|             | Цита Бурбон-Пармская               | Роберт I, герцог Пармский          | 9 мая 1892       | 21 октября 1911  | 21 ноября 1916 вступление супруга на престол | 11 ноября 1918 свержение супруга | 14 марта 1989    | Карл III      | [ 53 ] |